# Tjänarinnebladet
Tjänarinnebladet var en svensk tidskrift som utgavs av Stockholms tjänarinneförening åren 1905–1908. Man tog upp frågor om tjänsteflickornas situation vad rörde arbetsförhållanden och arbetstider, samt andra tjänarinneföreningar, både i Sverige och övriga världen. Ibland tog även kvinnors arbetsförhållanden i stort upp. Tidskriften diskuterade bland annat utformningen av den dåvarande legostadgan som gällde i Sverige åren 1833–1926, samt att starta en fackskola liknande den Københavns Tjenestepigeforening startat.
Bland länder som togs upp i tidningen fanns bland andra Sverige, Danmark, Tyskland, Nederländerna, Australien, Ryssland, USA och Frankrike, oftast noterades bildandet av nya föreningar, eller så beskrevs arbetsförhållandena allmänt. Även utbildning togs upp.
I dess första nummer beskrevs svårigheterna med att starta Stockholms tjänarinneförening och dess första mål: 
"Då en tjänarinnerörelsen började här i Stockholm och en förening bildades, möttes den, som ju var att vänta, af det bittraste motstånd af husmödrarnas sida; man faktiskt täflade om att utmåla den nybildade tjänarinneföreningen i de mörkaste färger. Som ju är lätt att förstå, var meningen därmed, att kväfva hela rörelsen i sin linda, vilket dock dess bättre ej lyckades. Vi tjänarinnor, som trots motstånd och hån vågat bilda en förening, vore fullt på det klara med att, om om något skulle vinnas, fodrades det ett energiskt arbete och framför allt uthållighet".
Föreningens mål angavs vara fem; att informera hembiträden genom kurser, föreläsningar och liknande; att genomdriva tydliga arbetstider, då det var vanligt att hembiträdena bodde hos sin arbetsgivare och i praktiken saknade fritid; att upprätta formella arbetskontrakt och uppsägningsblanketter, istället för att som brukligt endast ha ett muntligt avtal; att bilda en platsanskaffningsförmedling via föreningen; och att så småningom bilda fackskolor som kunde fungera som yrkesskolor.   
Målet med en egen platsbyrå nåddes redan 1905, då föreningen började förmedla platser till arbetsgivare, som redan från början tycks ha vänt sig till den. 
1906 deltog Tjännarinnebladet i kvinnors masspetition för kvinnlig rösträtt.

## Fotnoter
Tidningen finns tillgänglig i inscannad form på Arbetarrörelsens arkiv och bibliotek